# غوران روزنبرغ
غورَان روزنبرغ (بالسويدية: Göran Rosenberg)‏ هو صحفي وكاتب سويدي، ولد في 11 أكتوبر 1948 في سودرتاليا في السويد.